# Гонконг на летних Олимпийских играх 2004
Гонконг принимал участие в Летних Олимпийских играх 2004 года в Афинах (Греция) в тринадцатый раз за свою историю, и завоевал одну серебряную медаль. Сборную страны представляли 18 женщин.

## Серебро
- Настольный теннис, женщины — Гао Лицзэ и Ли Цзин.

## Результаты соревнований

### Академическая гребля
В следующий раунд из каждого заезда проходили несколько лучших экипажей (в зависимости от дисциплины). В финал A выходили 6 сильнейших экипажей, остальные разыгрывали места в утешительных финалах B-E.
Мужчины
| Соревнование | Спортсмены | Предварительный заезд | Предварительный заезд | Предварительный заезд | Отборочный заезд | Отборочный заезд | Отборочный заезд | Полуфинал       | Полуфинал       | Полуфинал       | Финал   | Финал   | Итоговое место |
| Соревнование | Спортсмены | Заезд                 | Время                 | Место                 | Заезд            | Время            | Место            | Заезд           | Время           | Место           | Время   | Место   | Итоговое место |
| ------------ | ---------- | --------------------- | --------------------- | --------------------- | ---------------- | ---------------- | ---------------- | --------------- | --------------- | --------------- | ------- | ------- | -------------- |
| одиночки     | Ло Хиуфун  | 1                     | 7:28,16               | 3                     | 5                | 7:10,72          | 2 Q              | Полуфинал A/B/C | Полуфинал A/B/C | Полуфинал A/B/C | Финал C | Финал C | 18             |
| одиночки     | Ло Хиуфун  | 1                     | 7:28,16               | 3                     | 5                | 7:10,72          | 2 Q              | 3               | 7:17,52         | 6               | 7:10,75 | 6       | 18             |